# E.C. Was Here
E. C. Was Here es el segundo álbum en directo de Eric Clapton grabado en 1975.

## Lista de canciones
1. "Have You Ever Loved A Woman" (Billy Myles) – 7:49
2. "Presence of The Lord" (Clapton) – 6:40
3. "Driftin' Blues" (Johnny Moore, Charles Brown, Eddie Williams) – 11:30
4. "Can't Find My Way Home" (Stevie Winwood) – 5:18
5. "Ramblin' On My Mind" (Robert Johnson) – 7:38
6. "Further On Up The Road" (Joe Medwick, Don Robey) – 7:30

## Miembros
- Eric Clapton — Guitarra, voces.
- Yvonne Elliman — Voces.
- George Terry — Guitarras.
- Dick Sims — Órgano.
- Carl Radle — Bajo.
- Jamie Oldaker — Batería.
- Marcy Levy — Pandereta.

- Wally Heider — Ingeniero de sonido.
- Ed Barton — Ingeniero de sonido.
- Brian Engolds — Ingeniero de sonido.

- Datos: Q2570114